# Duc d'Elchingen

Armes de Michel Ney, 1er duc d'Elchingen, 1er prince de la Moskowa, maréchal d'Empire.

Le titre de duc d'Elchingen et de l'Empire a été conféré par Napoléon Ier au maréchal Ney le 6 juin 1808. Celui-ci a également reçu, le 25 mars 1813, le titre de prince de la Moskowa. Les deux titres sont éteints.

## Histoire
Le titre de duc d’Elchingen est un titre de victoire qui fait référence à la bataille d'Elchingen remportée le 14 octobre 1805 à Elchingen, en Bavière, au nord-est d'Ulm (Allemagne), par le maréchal Ney contre les soldats autrichiens dirigés par le maréchal de camp (Feldmarschall-Leutnant) Johann von Riesch.
En 1814, le maréchal Ney fut fait pair de France. Il fut privé de cette dignité lors de sa condamnation à mort en 1815. Elle fut rétablie au profit de son fils en 1831.
Le 25 mars 1813, le maréchal Ney fut également créé prince de la Moskowa, après la bataille de la Moskova du 7 septembre 1812 victoire remportée par la Grande Armée sur l'armée commandée par Alexandre Ier près du village de Borodino (et de la ville de Mojaïsk).
Le titre de prince de la Moskowa devait passer au fils aîné de Ney, Joseph, tandis celui de duc d'Elchingen irait à son second fils, Michel. Ainsi, les deux titres ne devaient jamais être détenus par la même personne tant qu'il existerait un autre héritier mâle. Les deux titres furent réunis en 1928 et s'éteignirent en 1969.

## Liste chronologique des ducs d'Elchingen
1. 1808-1815 : Michel Ney (1769-1815), 1er duc d'Elchingen, 1er prince de la Moskowa (1813), maréchal d'Empire.
2. 1815-1854 : Michel Louis Félix Ney (1804-1854), 2e duc d'Elchingen, deuxième fils du premier duc, titre confirmé en 1826.
3. 1854-1881 : Michel-Aloys Ney (1835-1881), 3e duc d'Elchingen, fils unique du deuxième duc.
4. 1881-1933 : Charles Aloys Jean Gabriel Ney (1873-1933), 4e duc d'Elchingen, 5e prince de la Moskowa (1928), fils cadet du troisième duc, cinquième prince de la Moskowa en 1928, réunion des deux titres.
5. 1933-1969 : Michel Georges Napoléon Ney (1905-1969), 5e duc d'Elchingen, 6e prince de la Moskowa, fils unique du quatrième duc.

## Liste chronologique des princes de la Moskowa
1. 1813-1815 : Michel Ney (1769-1815), 1er prince de la Moskowa, 1er duc d'Elchingen, maréchal d'Empire.
2. 1815-1857 : Napoléon Joseph Ney (1803-1857), 2e prince de la Moskowa, fils aîné du premier prince.
3. 1857-1882 : Edgar Napoléon Henry Ney (1812-1882), 3e prince de la Moskowa, quatrième fils du premier prince.
4. 1882-1928 : Léon Napoléon Louis Michel Ney (1870-1928), 4e prince de la Moskowa, fils aîné du 3e duc d'Elchingen.
5. 1928-1933 : Charles Aloys Jean Gabriel Ney (1873-1933), 5e prince de la Moskowa, 4e duc d'Elchingen, fils cadet du troisième duc, quatrième duc d'Elchingen en 1881, réunion des deux titres.
6. 1933-1969 : Michel Georges Napoléon Ney (1905-1969), 6e prince de la Moskowa, 5e duc d'Elchingen, fils unique du quatrième duc.